# Lomechusoides przewalskyi
Lomechusoides przewalskyi (лат.) — вид мирмекофильных жуков-стафилинид из подсемейства Aleocharinae. Назван в честь коллектора типовой серии Николая Михайловича Пржевальского (1839—1888), известного российского исследователя и географа. Голотип и паратипы были им собраны в 1884 и 1887 годах и с тех пор полтора века хранились в Зоологическом институте РАН.

## Распространение
Китай (Тибетский автономный район: Kuku-nor-Gebiet, Zaidam, Butkhan-Gudda).

## Описание
Коротконадкрылые жуки, длина около 6,4 мм. Тело светло-красновато-коричневое; голова, за исключением коричневых усиков и пятна на лобном срединном вдавлении, передний край видимых тергитов II—V, большая часть переднего края видимых тергитов VI—VII и латеральная часть видимых стернитов III—V, задний край видимого стернита V и большая часть переднего края видимых стернитов VI—VII, метавентрит, за исключением передней части и узкого заднего края, эпистернальные и эпимеральные склериты коричневые. Брюшко: видимый тергит II плотно пунктирован и сетчатый, видимые тергиты III—V с редкой пунктировкой, с волосками только на заднем крае, передняя часть с очень мелкой и редкой пунктировкой, видимые тергиты VI—VII с редкими и крупными точками по всей поверхности, на боковых частях пунктировка более плотная, видимые тергиты II—VII неравномерно микроскульптурированы, хорошо заметны только на заднем и боковых краях. L. przewalskyi наиболее сходен с видом L. mongolicus Wasmann, 1897. Таксон L. mongolicus отличается от L. przewalskyi крупным и более коротким бочкообразным антенномером IV, более короткими антенномерами III и IV, неравномерно микроскульптурированным пронотальным диском, более плотной пунктировкой на надкрыльях, отчетливо расширенной базальной частью голеней и более плотной пунктировкой на базальных и латеральных частях видимых тергитов VI—VII. Вид был впервые описан в 2023 году группой энтомологов из Словакии (Tomáš Jászay, Peter Hlaváč) и Чехии (Petr Baňař).